# Pesca predatória

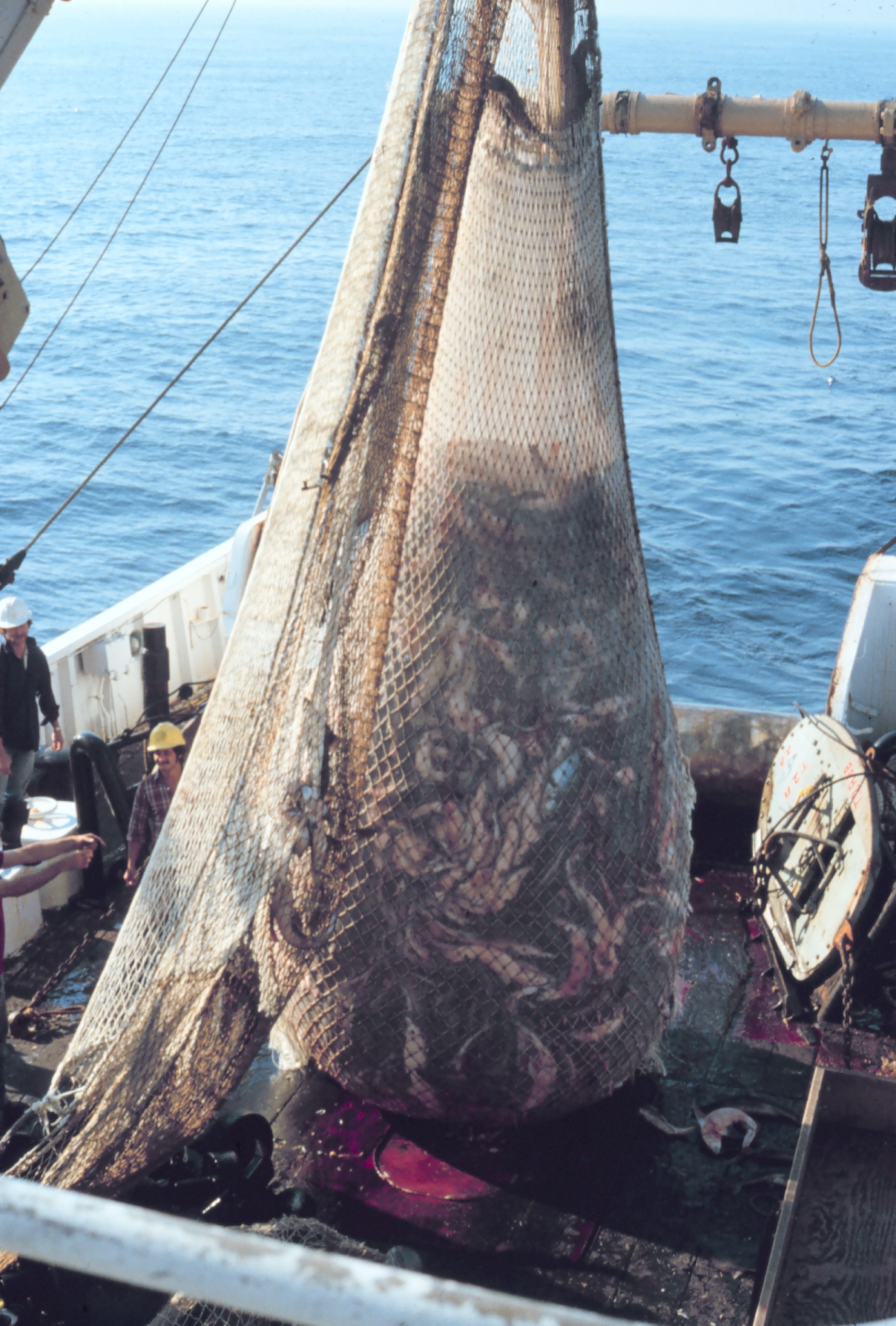
Pesca industrial

Pesca predatória ou sobrepesca, em ciências pesqueiras, pode ser entendida como uma atividade pesqueira executada de forma desenfreada, ou seja, é a pesca excessiva e insustentável praticada pela ação humana.
A sobrepesca é considerada uma ameaça para a biodiversidade marinha e assume uma postura devastadora sobre os ecossistemas aquáticos, já que não leva em conta a capacidade de reposição das espécies exploradas. Quando se é pescado por cima da capacidade populacional desses ecossistemas, os peixes não têm oportunidade de se reproduzir e isso diminui, em um futuro previsível, um ótimo nível de pesca. Desta forma, quanto mais uma população natural é explorada, maior o seu risco de sobre-exploração e/ou insignificância econômica.
O esforço de pesca excessivo começou a virar um problema entre 1950 e 1989, com o desenvolvimento de equipamentos e a introdução de técnicas que permitiram uma melhor eficiência na captura de peixes. Hoje os impactos já podem ser sentidos, uma vez que as capturas globais de peixes marinhos conduziram ao desaparecimento de numerosas espécies de peixes e uma baixa nos estoques de pescados. Segundo a Organização das Nações Unidas para Alimentação e Agricultura (FAO) 77% das espécies com valor comercial estão afetadas a um maior ou menor grau de excesso de pesca (8% levemente, 17% em sobre exploração e 52% em sobre-exploração máxima).
Nos últimos anos, as diversas organizações envolvidas na gestão de recursos pesqueiros têm alertado sobre "os impactos causados a vida marinha". Elas também consideram que grande parte dos recursos explorados se encontram em situação de sobre-exploração ou sobrepesca.

## Causas e contribuições

#### Pesca ilegal
A principal causa da diminuição dos recursos pesqueiros e da sobre-exploração de ecossistemas marinhos está na ineficiência para com o controle e a redução da pesca excessiva e ilegal. A pesca ilegal é uma atividade não declarada e não regulamentada sendo responsável por: empobrecer as unidades populacionais, destruir os habitats marinhos, distorcer a concorrência, colocar os pescadores honestos numa situação de desvantagem e enfraquecer as comunidades costeiras, em especial nos países em desenvolvimento. Além de ser um problema ambiental pelo impacto que causa à biodiversidade marinha, pescaria clandestina é, também, um problema econômico, por gerar competição desleal à frota legalizada e outro problema para o sistema gestão da pesca, já que a atividade ilegal não é registrada ou contabilizada, não entra nas estatísticas nem nos estudos e pesquisas.

#### Pesca de espécies protegidas
A maioria das espécies correm o risco de extinção porque são exploradas a uma taxa insustentável. Em sua maioria, as espécies de peixes são exploradas devido a sua exigência do mercado pesqueiro, onde é cada vez mais comum a solicitação de peixes com qualidade e demanda proteica alta. Assim, ao invés de serem menos explorados é observado o oposto. A predação de espécies protegidas é uma ameaça para a biodiversidade, além de ser ilegal e insustentável.

#### Capturas acidentais e descartes
A atividade pesqueira com mau práticas é uma das causas de destruição ao ambiente marinho. A pescaria com redes que se arrastam pelo fundo do mar é um exemplo considerável desta atividade. As redes são jogadas até o fundo do mar a afim de capturar as espécies comerciais, no entanto são trazidas também outras espécies sem valor comercial, a exemplo de golfinhos, tartarugas, tubarões, corais, algas e principalmente as baleias. A maioria dessas espécies são devolvidas ao mar sem vida, causando prejuízos incalculáveis a vida marinha.

## Exemplos de pesca predatória
- Pescas realizadas com explosivos;
- Pesca realizadas com redes, objetivando a captura de diversas espécies, como, por exemplo, as lagostas;
- Pesca realizada em épocas proibidas e épocas de reprodução;
- Pesca de espécies em risco de extinção.

## Espécies sobre-exploradas
- Atum
- Merluza
- Bacalhau
- Salmão
- Sardinha
- Tamboril
- Pregado